# St. Bartholomäi (Beienrode)

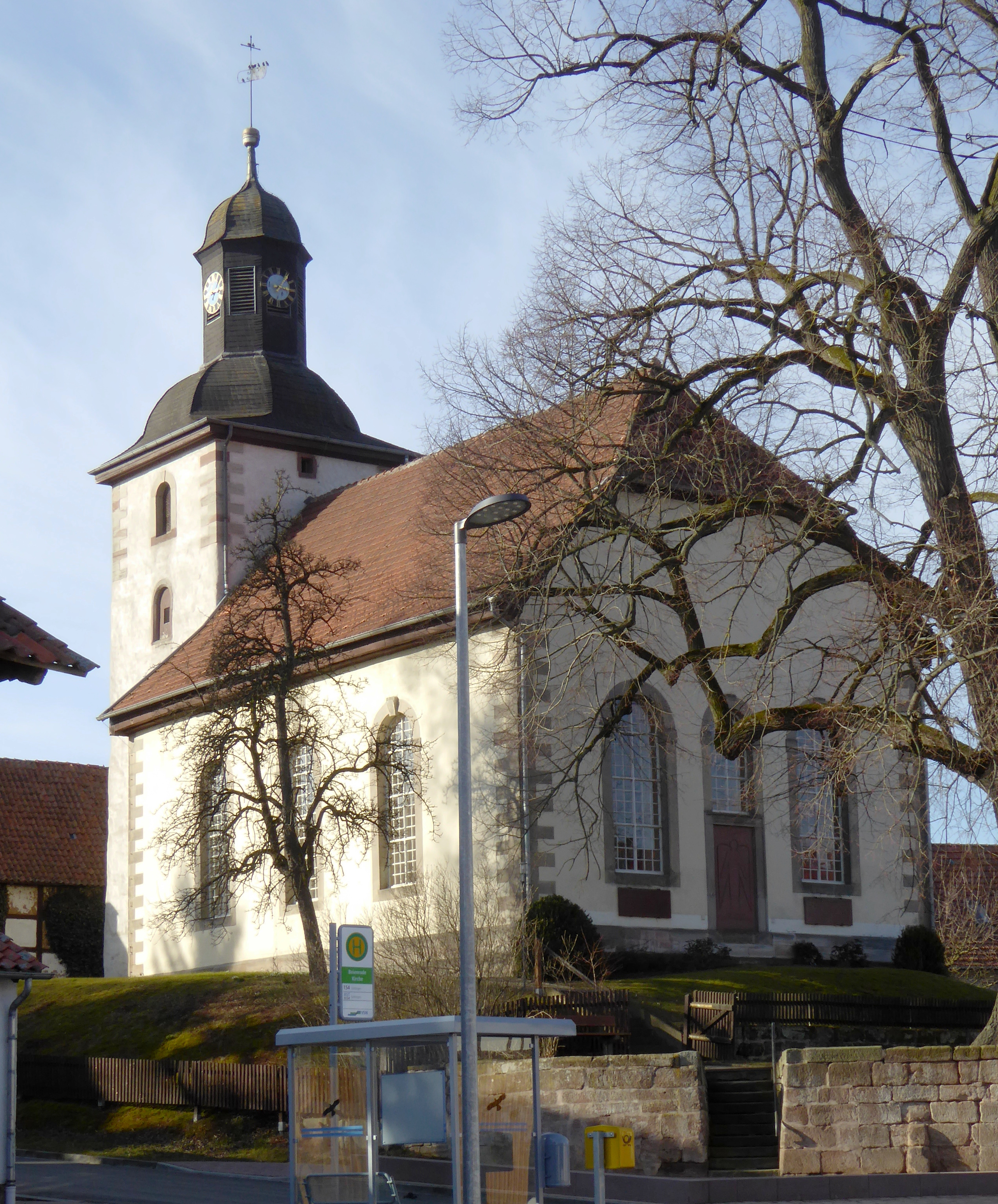
St. Bartholomäi

Die evangelisch-lutherische denkmalgeschützte Kirche St. Bartholomäi steht im Mittelpunkt des Ortes auf einer Anhöhe von Beienrode, einem Ortsteil der Gemeinde Gleichen im Landkreis Göttingen von Niedersachsen. Die Kirchengemeinde St. Bartholomäus hat sich mit weiteren Kirchengemeinden zur Apostel-Kirchengemeinde in Gleichen zusammengeschlossen. Sie gehört zum Kirchenkreis Göttingen im Sprengel Hildesheim-Göttingen der Evangelisch-lutherischen Landeskirche Hannovers.

## Beschreibung
Die spätbarocke, verputzte, mit Ecksteinen versehene Saalkirche wurde im Jahre 1732 neu erbaut, nachdem der spätmittelalterliche Vorgängerbau von 1432 durch Blitzschlag zerstört worden war. Zwei Schrifttafeln,  jeweils eine im Innenraum bzw. an der südlichen Außenwand weisen auf das Kirchenpatronat der  Grafen von Schlitz hin. Das Langhaus ist mit einem Krüppelwalmdach bedeckt. Der Innenraum ist mit einem flachen hölzernen Tonnengewölbe überspannt. Auf dem eingezogenen Kirchturm im Westen sitzt eine glockenförmige Haube, die in eine Laterne mit der Turmuhr übergeht, die von einer Turmkugel bekrönt ist. In seinem Glockenstuhl hängen zwei Kirchenglocken, eine wurde 1811, die andere 1970 gegossen. Die Beienröder Kirche war eine Filiale von Kerstlingerode. Die Kirche in Kerstlingerode wurde neu gebaut, nachdem sie baufällig geworden war.
Ihre Kirchenausstattung, das Altarretabel, die Kanzel von 1586 und das mit 1732 datierte Taufbecken wurden vor deren Neubau 1733 in die Filiale Beienrode versetzt. Die Predella zeigt das letzte Abendmahl Jesu als Relief aus Gips. Das Bild in dem Altarretabel wurde erst im 19. Jahrhundert eingefügt. Auf der Nordseite des Innenraumes befinden sich drei spätgotische Holzfiguren. Sie zeigen Johannes Evangelist, Madonna mit Kind und Maria Magdalena. Die erste Orgel wurde 1735/36 von Johannes Creutzburg erbaut. In dem alten, etwas verbreiterten Prospekt befindet sich seit 1854 ein neues Werk von Carl Heyder, welches 1962/63 durch Paul Ott teilweise verändert wurde.